# Justiční omyl
Justiční omyl není zvláštním právním institutem, ale obecným pojmem označujícím omyl, kterého se ve své rozhodovací činnosti dopustí soud. Takový omyl, dopustí-li se jej soud nižšího stupně, lze samozřejmě[zdroj⁠?!] v právním státě řešit v rámci opravných prostředků, které mohou vést ke změně nebo ke zrušení vadného soudního rozhodnutí.
Justiční omyl je objektivní kategorií, spočívající zejména v chybném posouzení skutkového stavu, nikoli právních otázek, neboť platí obecná zásada iura novit curia (soud zná právo). Justičním omylem tedy není situace, kdy soud právní otázku, o kterou v daném řízení jde, vyloží jinak než účastník řízení. V takovém případě jde o odlišnou právní interpretaci, která může být např. subjektivně jednou stranou sporu vnímána jako chybná, objektivně však v daném sporu zvítězil jiný právní názor a vyhrála tedy druhá strana (přičemž nic nebrání[zdroj⁠?!] straně první své pojetí obhájit u soudu vyšší instance).

## Odpovědnost za škodu podle českého práva
Závažný omyl soudu, ze kterého vzešla účastníkovi soudního řízení reálná škoda, lze v České republice navíc řešit i pomocí zákona č. 82/1998 Sb., o odpovědnosti za škodu způsobenou při výkonu veřejné moci rozhodnutím nebo nesprávným úředním postupem. V případě vadného soudního rozhodnutí musí být ale nejdříve využit obecný opravný prostředek, který povede k jeho zrušení nebo změně z důvodu jeho nezákonnosti, a v případě chybného výkonu vazby či trestu pak musí být nejdříve trestní stíhání zastaveno či musí dojít ke zproštění obžaloby. Teprve poté se lze obrátit na Ministerstvo spravedlnosti, které rozhodne o výši náhrady vzniklé škody.